# Little Richard

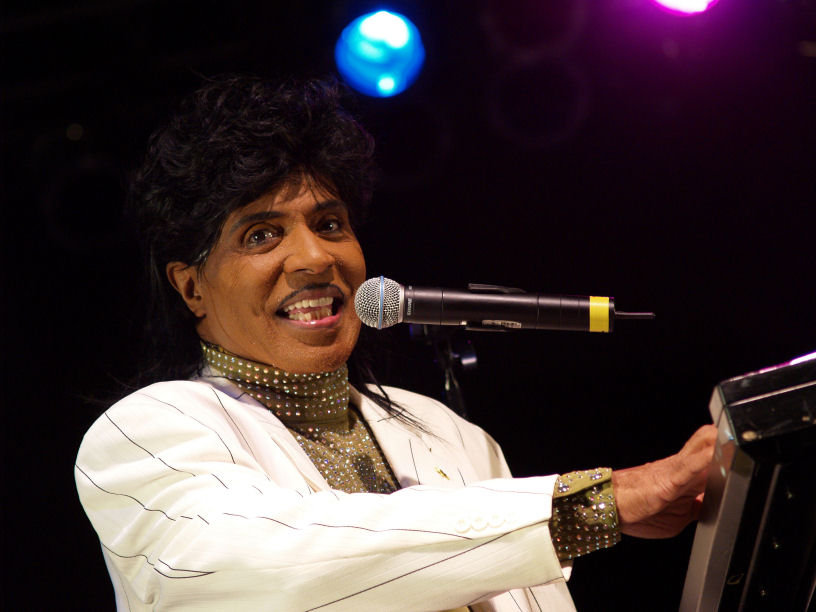
Little Richard auf dem Forty Acres Festival der Universität Texas 2007

Little Richard (* 5. Dezember 1932 in Macon, Georgia, als Richard Wayne Penniman; † 9. Mai 2020 in Tullahoma, Tennessee) war ein amerikanischer Rock-’n’-Roll-Sänger, -Pianist und -Songwriter. Während der erfolgreichsten Phase seiner Karriere bei Specialty Records Mitte der 1950er Jahre kombinierte der afroamerikanische Musiker Stilelemente aus Blues, Gospel sowie Rhythm and Blues unter der neuen Genrebezeichnung „Rock ’n’ Roll“ und überführte sie damit in den musikalischen Mainstream. Nach hohen Platzierungen in den von schwarzen Interpreten dominierten Rhythm-and-Blues-Charts gelang ihm das Crossover in den genreunabhängigen amerikanischen Popmarkt. Sein schnelles und kraftvolles Pianospiel, sein lauter und überdrehter Gesang sowie seine energiereichen Konzerte inspirierten viele namhafte Musiker.
Nach einem mehrjährigen Rückzug für religiöse Studien begann Little Richard in den 1960er Jahren ein Comeback, für das er seinen Sound in Richtung Soul und Funk weiterentwickelte. Ohne an frühere Verkaufserfolge anknüpfen zu können, steigerte er die Extravaganz seiner Bühnenauftritte durch Selbstinszenierung und Elemente der Travestie. Seit den 1980ern stand Little Richard nur noch sporadisch im Aufnahmestudio oder auf der Bühne. Aufgrund seiner genreprägenden und vielgecoverten Songs und deren Charterfolge gehört Little Richard zu den Wegbereitern und Hauptvertretern des Rock ’n’ Roll, weshalb er 1986 als einer der ersten Musiker in die Rock and Roll Hall of Fame aufgenommen wurde.

## Leben

### Kindheit, Jugend und erste Aufnahmen (1932–1955): Rhythm and Blues
Richard Wayne Penniman wurde am 5. Dezember 1932 in Macon im US-Bundesstaat Georgia als drittes Kind von Leava Mae und Charles „Bud“ Penniman geboren. Er wuchs zusammen mit sieben Brüdern und fünf Schwestern auf. In der Familie erhielt er aufgrund seiner damaligen Körpergröße den Spitznamen „Little“ („kleiner“) Richard. Bud Penniman sorgte als Klubbesitzer unter anderem durch den Handel mit schwarzgebranntem Schnaps für ein bescheidenes Auskommen der Familie. Als häufiger Besucher von Gottesdiensten der örtlichen Pfingstkirche sowie der baptistischen und methodistischen Gemeinden entwickelte Little Richard eine Vorliebe für Gospelmusik, die er als Mitglied der Gruppe The Tiny Tots bei Auftritten in den Kirchen und in den Straßen von Macon und Umgebung aufführte. Dabei entstand sein Wunsch, Priester zu werden. Bei einem Konzert von Sister Rosetta Tharpe im Macon City Auditorium hatte der junge Sänger einen Gastauftritt, der vom Publikum wohlwollend aufgenommen wurde. Bereits als Heranwachsender verspürte Little Richard homosexuelle Neigungen, die in seinem familiären Umfeld auf Spott und bei seinem Vater auf Ablehnung stießen.
Da er sein Elternhaus als beengend empfand, verließ er mit 14 Jahren die Highschool und schloss sich mehreren Vaudeville- und Medicine-Shows an, bei denen er seine Erfahrungen als Sänger vertiefen und an seiner Bühnenpräsenz arbeiten konnte. So trug er seine Haare als mächtige Pompadour-Frisur und nahm seinen Spitznamen „Little Richard“ als Künstlernamen an. Schließlich erhielt er um 1951 in Atlanta, einem Zentrum der damaligen Rhythm-and-Blues-Szene, ein Engagement beim Jump-Blues-Sänger Billy Wright, aus dessen Show er Travestie-Elemente wie Frauenkostüme und Make-up übernahm. Wright vermittelte ihm auch einen Studiotermin für erste Blues-Aufnahmen bei RCA Records. Wieder in Macon, freundete sich Little Richard mit dem Rhythm-and-Blues-Musiker Esquerita an, der ihm das besonders „wilde“ Klavierspielen beibrachte. Mit der RCA-Single Every Hour hatte Little Richard 1952 einen ersten regionalen Radiohit. Das versöhnte ihn mit seinem Vater, der kurz darauf bei einer Schießerei vor dessen Klub ums Leben kam. Little Richard nahm daraufhin eine Arbeit als Tellerwäscher im Restaurant der örtlichen Greyhound-Busstation an, um die Familie zu unterstützen. Die unbefriedigende und gering bezahlte Arbeit veranlasste ihn, sich professionell der Musik zu widmen und kommerziellen Erfolg anzustreben.
Mit der neu formierten Band The Tempo Toppers spielte Little Richard in Klubs der Südstaaten und erlernte in New Orleans von Earl King den typischen kreolischen Bluesstil. 1953 entdeckte der Produzent Johnny Otis in Houston die Gruppe und deren Frontmann, der sich als „King and Queen“ („König und Königin“) des Blues vermarktete, und ermöglichte die nächsten Aufnahmen bei Peacock Records. Die Zusammenarbeit, aus der neben Directly from My Heart to You nur noch wenige Blues- und Gospel-Nummern hervorgingen, war nicht frei von Konflikten. So schlug sich Little Richard im Streit um Tantiemen mit dem Besitzer des Labels Don Robey. Nach einiger Zeit als Solokünstler stellte Little Richard aus dem Schlagzeuger Charles „Chuck“ Connor und dem Saxophonisten Wilbert „Lee Diamond“ Smith den Kern seiner zukünftigen Liveband The Upsetters zusammen. Die anschließenden Tourneen durch Kentucky, Georgia und Tennessee kamen mit einem gegenüber den Tempo Toppers deutlich härteren Rhythm-and-Blues-Programm, darunter auch einer frühen Version von Little Richards Komposition Tutti Frutti, beim Publikum ausgesprochen gut an.

### Durchbruch und Karriere-Höhepunkt (1955–1957): Rock ’n’ Roll

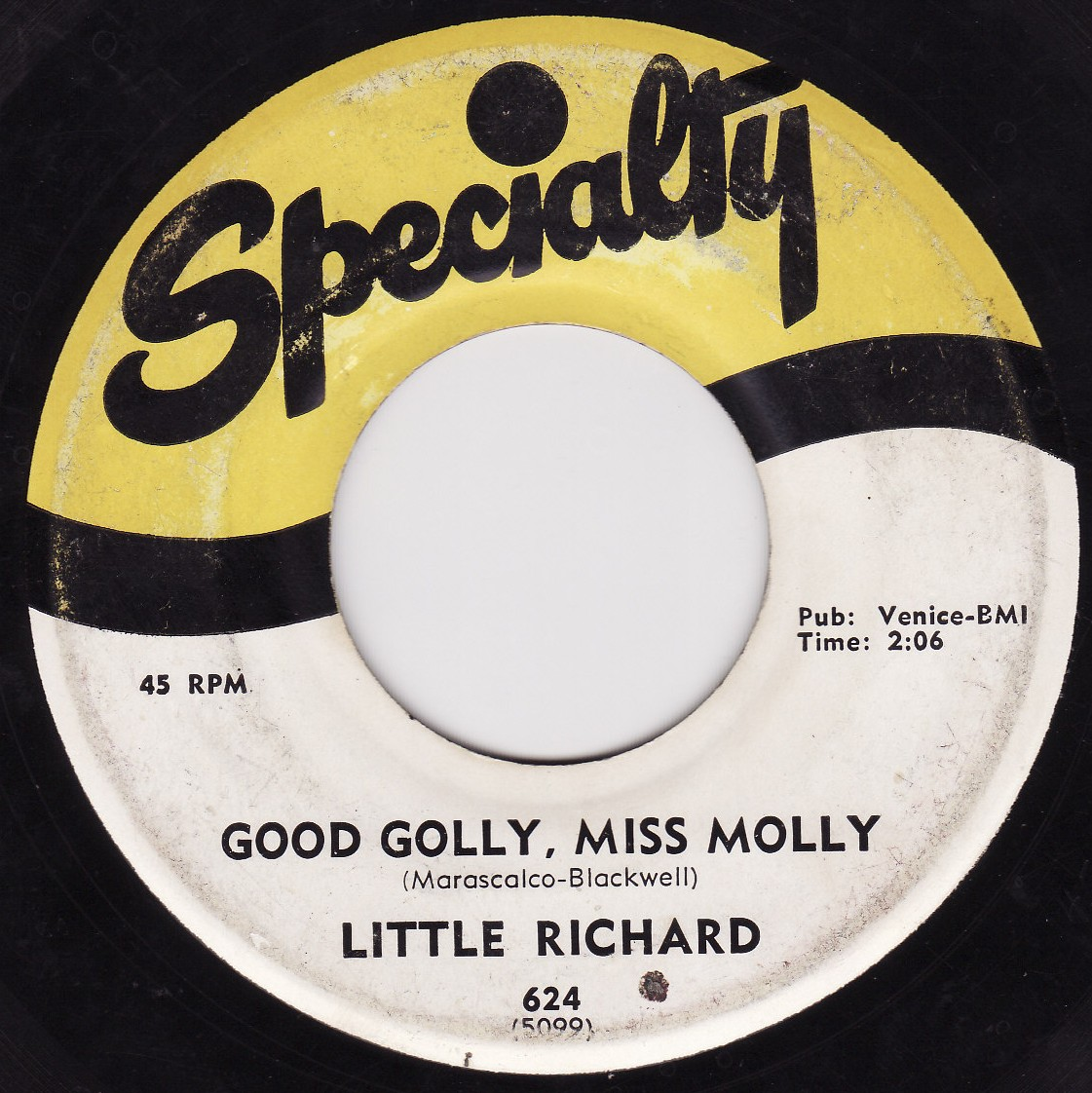
Little Richards Good Golly, Miss Molly auf Specialty 624

Auf Anraten des Sängers Lloyd Price sandte Little Richard im Frühjahr 1955 ein Demotape an Art Rupe, den Chef des kalifornischen Independent-Labels Specialty Records in Los Angeles. Dessen A&R-Manager und Produzent Bumps Blackwell ließ sich durch Little Richards hartnäckige telefonische Nachfragen zu einer ersten Aufnahmesession im J&M Recording Studio von Cosimo Matassa in New Orleans überreden. Er buchte hierfür mit Earl Palmer am Schlagzeug, Lee Allen und Alvin „Red“ Tyler an den Saxophonen sowie Frank Fields am Bass dessen renommierte Studioband. In dieser Konstellation und mit wechselnden Gitarristen entstanden in den kommenden zwei Jahren in fünf Studiosessions Little Richards größte Hits und Verkaufserfolge, darunter Tutti Frutti, Long Tall Sally, Ready Teddy, Rip It Up, Good Golly Miss Molly, Jenny Jenny und The Girl Can’t Help It. Für drei Aufnahmetermine ging Little Richard in Kalifornien ins Studio, wobei er einmal von Guitar Slims Band unter der Leitung von Lloyd Lambert und zweimal von den Upsetters begleitet wurde. Seine Liveband ist auch auf Einspielungen aus Washington zu hören, die während einer Konzertreise entstanden.
Für Specialty nahm Little Richard von 1955 bis 1957 Material für knapp 20 Singles, sechs EPs sowie die drei Alben Here’s Little Richard, Little Richard und The Fabulous Little Richard auf. Er erarbeitete sich seinen Erfolg, indem er mit den Upsetters auf ausgedehnte Konzertreisen ging und seine Lieder bei Kurzauftritten in Musikfilmen promoten ließ. Mit dem Vertrag bei Specialty Records war Little Richard unzufrieden, da durch die Vermarktung der Musikstücke durch den labeleigenen Musikverlag Venice Music der Großteil der Einnahmen bei Art Rupe verblieb. Diese Übervorteilung förderte den baldigen Bruch der Zusammenarbeit mit Specialty Records.

### Berufung zum Prediger (1957–1964): Gospel
Ende September 1957 flog Little Richard an der Seite Eddie Cochrans und Gene Vincents für eine vierzehntägige Tournee nach Australien. Während des Fluges interpretierte er die Propellertriebwerke, die wegen der Hitze an den Tragflächen vor dem Nachthimmel leuchteten, als Engel. Bei einem Konzerttermin in Sydney beobachtete er am 4. Oktober den gerade gestarteten Satelliten Sputnik 1, den er auf seinem Weg in den Orbit als Feuerball wahrnahm. Diese Erlebnisse verstand er als Warnungen Gottes, und er beschloss, sein unstetes Leben als Rock-’n’-Roll-Musiker zu beenden und Priester zu werden. Gegenüber seinem Umfeld und seinen Anhängern, die mit Unverständnis reagierten, begründete Little Richard seinen Rückzug mit seinem bisherigen lasterhaften und ausschweifenden Lebensstil, der sich nicht mit seiner religiösen Überzeugung vertrüge.
Little Richard begann in verschiedenen Kirchen der Erweckungsbewegung zu predigen und trat im Herbst 1958 eine dreieinhalbjährige theologische Ausbildung bei den Siebenten-Tags-Adventisten im Oakwood Bible College in Huntsville, Alabama an. Die Kirchenleitung schätzte die Popularität Little Richards sowie seine Fähigkeit, andere zu begeistern, und tolerierte das Aufsehen, das er durch sein extrovertiertes Erscheinen auf dem Campus verursachte, genauso wie die häufigen Verstöße gegen die Schulordnung. Die im Juli 1959 geschlossene Ehe mit der Sekretärin Ernestine Campbell aus Washington, D.C. wurde 1964 geschieden. Zum einen störte sich seine Frau an der Öffentlichkeit, die Little Richards Prominenz mit sich brachte, zum anderen räumte er im Rückblick ein, dass er sich aufgrund seiner homosexuellen Orientierung nicht ausreichend um die Ehe bemüht habe.
Little Richard vollzog diese Wende in seiner Karriere auch musikalisch, indem er sich nun vornehmlich dem Gospelstil widmete. Für George Goldners Plattenlabel End Records nahm Richard Mitte 1959 mehrere Gospelsongs auf, die im Albenformat als Pray Along With Little Richard Vol. 1 und Vol. 2 bei der assoziierten Plattenfirma Golddisc Records erschienen. Bumps Blackwell, der zwischenzeitlich zu Mercury Records gewechselt war, konnte Richard 1961 für einige Studiotermine gewinnen. Die Aufnahmen entstanden unter der Orchesterleitung von Quincy Jones und wurden als LP It’s Real und später als Little Richard. King of Gospel Singers veröffentlicht. Während weitere Einspielungen von religiösen Liedern für Atlantic Records wenig erfolgreich blieben, vermarktete Specialty Records nach und nach alle Aufnahmen von Little Richard aus den eigenen Archiven, darunter die seinerzeit für zu schwach befundenen frühen Bluesnummern, und konnte so bis 1960 regelmäßig Platten mit Originalmaterial veröffentlichen.
Der englische Musikpromoter Don Arden lud Little Richard zu einer England-Tournee mit dessen ehemaligem Specialty-Kollegen Sam Cooke ein, der inzwischen im Pop-Genre sehr erfolgreich war. Arden verschwieg einerseits gegenüber Little Richard, dass das europäische Publikum dessen Gospel-Platten weitgehend ignorierte, andererseits machte er die britischen Fans glauben, der Musiker sei für eine Rock-’n’-Roll-Tour gebucht. Als dieser zu seiner ersten Show im Oktober 1962 mit Unterstützung des jungen Organisten Billy Preston begann, spirituelle Lieder wie I Believe und Peace in the Valley zu spielen, reagierte das Publikum enttäuscht und unwillig. Daher organisierte Little Richard mit den Begleitmusikern ein spontanes Rock-’n’-Roll-Comeback, das so enthusiastisch gefeiert wurde, dass er die folgende Tour ganz im alten Genre und in altbekannter Inszenierung durchzog. Brian Epstein, der damalige Manager der Band The Beatles, vereinbarte daraufhin mit der Band und Little Richard einige gemeinsame Konzerte in Nordengland, darunter im Oktober 1962 New Brighton, Merseyside, wo bei der NEMS-Enterprises-Veranstaltung auch The Big Three (britische Band). The Coasters, Billy J. Kramer & the Dakotas, Lee Curtis and the All-Stars, The Merseybeats, Rory Storm & the Hurricanes und The Undertakers auftraten, sowie eine anschließende Tour durch Hamburger Clubs.
Bei einer zweiten England-Tournee Mitte 1963, zu der Don Arden neben Little Richard die Everly Brothers und Bo Diddley buchte, standen die noch nahezu unbekannten Rolling Stones auf derselben Bühne. In der amerikanischen Heimat blieb seine Abkehr von der Musik und der Lebensführung eines Geistlichen zunächst unbemerkt. Die Sehnsucht nach dem Leben als Rock-’n’-Roll-Star und die Verdienstmöglichkeiten, die ihm durch die aufkommenden Erfolge der Beatles in Amerika vor Augen geführt wurden, besiegelten seinen Entschluss, zur Rockmusik zurückzukehren.

### Comeback (1964–1977): Soul und Funk
Mit Bama Lama Bama Loo startete Little Richard sein Studio-Comeback bei seinem alten Label Specialty Records, das speziell zu diesem Anlass wiedereröffnet wurde. Er versuchte dabei, seinen ursprünglich von Bläsern dominierten Rock-’n’-Roll-Sound zugunsten eines modernen Gitarren-Arrangements zu modifizieren. Die Single erreichte in den Billboard-Charts den 82. Platz. Die Entscheidung, sich auch in den USA wieder der Öffentlichkeit als „King of Rock ’n’ Roll“ zu präsentieren, kam offenbar zu einem ungünstigen Zeitpunkt, da sich der Musikgeschmack Mitte der 1960er Jahre bereits geändert hatte: Der Rock ’n’ Roll des vergangenen Jahrzehnts war im Begriff, von der British Invasion verdrängt zu werden, deren Hauptvertreter stark von Little Richards Werk und Stil beeinflusst worden waren. Little Richard betrieb daher einigen Aufwand, um an die alten Erfolge anzuknüpfen. Er engagierte seinen ehemaligen Mentor Bumps Blackwell als Manager, erweiterte seine Liveband The Upsetters um Statisten für eine aufwändige Bühnenshow, die als Crown Jewels and the Royal Guard firmierte, und tourte intensiv in den USA. Seine Konzerte waren in der Phase seines Comebacks hinsichtlich der Showeinlagen und des Spiels mit Rollen und Klischees unterschiedlicher sexueller Ausrichtungen von einer bis ins Groteske reichenden Opulenz und Selbstdarstellung gekennzeichnet.
Die zweite Station seines Comebacks war nach Specialty Records das Blues-Label Vee-Jay Records. Auf den beiden offiziellen Alben Little Richard is Back und Little Richard’s Greatest Hits zeigte sich eine Weiterentwicklung des Sounds in Richtung Soul: Prominente Bläser, neben den Saxophonen nun auch eine aus Blechbläsern bestehende Horn-Sektion und die elektronische Orgel passten seine Neueinspielungen alter Specialty-Hits sowie einige neue Titel den Publikumserwartungen der 1960er Jahre an. Zwischen September 1964 und Juni 1965 gehörte der noch wenig bekannte Jimi Hendrix als Helfer und Gitarrist zum Tross, wurde aber aufgrund seiner Unzuverlässigkeit und Little Richards Dominanz nicht lange geduldet.
Ab Ende 1965 war Little Richard für wenige, jedoch sehr ergiebige Monate bei Modern Records unter Vertrag. Wieder fand sich neben neuem Material eine Auswahl an Neueinspielungen alter Hits. Das erste Album Little Richard Sings His Greatest Hits – Recorded Live! sollte durch eingespielten Applaus eine temporeiche Live-Atmosphäre suggerieren und wagte sich mit Do You Feel It in den Funk-Sound. Das zweite Album The Wild and Frantic Little Richard vereinte entspanntere Aufnahmen einer Livesession mit solchen aus dem Studio. Zusammen mit einer namentlich nicht bekannten Sängerin nahm er mit dem Jimmy-Reed-Klassiker Baby What You Want Me to Do erstmals ein Duett auf, dem bis in die 2000er Jahre hinein weitere folgten.
Zu Beginn des Jahres 1966 wechselte Little Richard zu Okeh Records in New York. Sein zweijähriger Vertrag sah weder Mitsprache in der Auswahl der Stücke noch im Arrangement vor. Als Produzent wurde sein ehemaliger Specialty-Kollege Larry Williams engagiert, für die Gitarre konnte Johnny Guitar Watson gewonnen werden. An den Kompositionen des ersten Albums The Explosive Little Richard war Little Richard nicht beteiligt. Durch einen dominanten Einsatz von Trompeten und einer funkigen Rhythmusgruppe wurde die musikalische Strategie entlang dem aktuellen schwarzen Mainstream beibehalten. Für das zweite Album Little Richard’s Greatest Hits – Recorded Live! wurde ein kleines, begeistertes Publikum in das zum virtuellen Club Okeh umfunktionierte Studio des Okeh-Mutterlabels CBS Records in Los Angeles eingeladen. Der Sound der Neuaufnahmen alter Hits entsprach dem des Vorgängeralbums, hinzu kamen ein durchgehendes Rhythmus-Arrangement sowie egozentrische und euphorische Zwischenansagen des Sängers. Wegen des ausbleibenden Erfolgs, für den Little Richard Larry Williams’ Motown-Sound verantwortlich machte, nahm er um den Jahreswechsel 1967/1968 nur noch drei Singles für Brunswick Records auf und ließ seinen Vertrag mit Okeh auslaufen.
Beginnend mit seinem Auftritt beim Toronto-Rock-and-Roll-Revival-Festival am 13. September 1969 feierte Little Richard in den Jahren 1970 bis 1972 bei Reprise Records im Zuge des Rock-’n’-Roll-Revivals den Höhepunkt seines Comebacks. Erneut mit Bumps Blackwell als Manager und Co-Produzenten neben namhaftem Personal wie Jerry Wexler, Tom Dowd, H. B. Barnum und Quincy Jones an den Studio-Mischpulten wollte er mit neuen Songs zurück zum alten Sound der 1950er Jahre. So gelangen einige kleinere Charterfolge mit Singleauskopplungen der drei programmatisch betitelten Alben The Rill Thing („Die wahre Sache“), King of Rock And Roll („König des Rock ’n’ Rolls“) und The Second Comin („Die zweite Ankunft“). Da Little Richard seinen Vertrag im August 1972 nicht verlängerte, konnte das mit Country-Musik-Elementen angereicherte vierte Album Southern Child zunächst nicht erscheinen und wurde erst im Jahr 2005 veröffentlicht.
Obwohl keine der Veröffentlichungen dieser Zeit die innovative Kraft und Popularität seines Hauptwerks aus den 1950er Jahren erreichte, fanden sie auch in Form vieler Wiederveröffentlichungen, Kompilationen und Bootlegs eine weltweite Käuferschaft. Chart-Platzierungen in den wichtigen Musikmärkten beiderseits des Atlantiks blieben jedoch die Ausnahme. Allerdings war Little Richard weiterhin ein Garant für ausverkaufte Konzerthallen. Er zeigte sich durch die Jahre fast täglich dem amerikanischen und europäischen Publikum, häufig in berühmten Konzerthallen oder auf Festivals an der Seite Chuck Berrys, Jerry Lee Lewis’ und Bo Diddleys. Er spielte aber auch auf denselben Bühnen mit aktuellen Größen wie Janis Joplin, John Lennon und Yoko Ono, denen er nicht selten die Schau stahl. Zur Promotion seiner Konzerte und Veröffentlichungen war Richard auch ein häufiger Gast in Fernsehshows unter anderem bei den Gastgebern Merv Griffin, Mike Douglas, Johnny Carson, Steve Allen und Dick Clark.
Reprise war das letzte Plattenlabel, bei dem Little Richard für eine längere Zeit unter Vertrag stand. Es folgten einzelne Aufnahmen für die kleinen Firmen ALA Records, Greene Mountain, Manticore Records, Mainstream Records und Creole Records. Alleine eine eintägige Session für Kent Records im Januar 1973 erbrachte genug Material für das Album Right Now, das bei Kents Schwesterlabel United Records erschien und als traditionelle Reaktion auf das letzte, sich schlecht verkaufende, etwas progressivere Reprise-Album The Second Coming gelten konnte. Zudem kamen neue Live-Aufnahmen seiner größten Hits für S. J. Productions in Form der Konzertdokumentation Let the Good Times Roll auf den Markt. Ab 1970 tauchte Little Richard immer wieder als Gastmusiker bei anderen Künstlern auf, darunter Jefferson Starship, Delaney & Bonnie, die James Gang, Canned Heat und Bachman Turner Overdrive.

### Der zweite Rückzug (1977–1985): Gospel
Bereits im August 1972 hatte Little Richard nach einem technisch desaströsen Auftritt im Londoner Wembley-Stadion harte Kritiken von der britischen Presse bekommen. Da zudem das Rock-’n’-Roll-Revival abflaute, spielte Little Richard bei einer weiteren Tour durch England vor halbleeren Häusern. Schon die Plattenverkäufe und Chartnotizen hatten während der Zeit seines Comebacks nicht seinen Erwartungen entsprochen, sodass die Misserfolge bei den Live-Auftritten Little Richards künstlerisches Konzept und dessen wirtschaftliche Planung zusätzlich in Bedrängnis brachten. Auch gesundheitlich machten ihm die anstrengenden Konzertreisen und sein Drogenkonsum zu schaffen, sodass er mehrmals stationär behandelt werden musste. Mit dem erneuten Weggang seines langjährigen Mentors Bumps Blackwell 1974 weiteten sich die Probleme zu einer persönlichen Krise des Musikers aus.
Am 1. Januar 1977 gab das neue Management bekannt, dass Little Richard zum zweiten Mal der Rockmusik entsagen und seine Tätigkeit als Prediger wiederaufnehmen wolle. Die Gründe, die Little Richard bei diesem Rückzug angab, ähnelten denen aus dem Jahr 1957: Sowohl seine sexuelle Orientierung als auch das Leben als Rock-’n’-Roll-Musiker seien unvereinbar mit seinen religiösen Überzeugungen. Im Nachhineinen begründete er seine Entscheidung auch mit verschiedenen Todesfällen, darunter dem Herzinfarkt seines Bruders Horace „Tony“ Penniman und Elvis Presleys Tod im August 1977. Im März 1979 veröffentlichte World Records in einer sehr kleinen Auflage das Gospel-Album God’s Beautiful City.

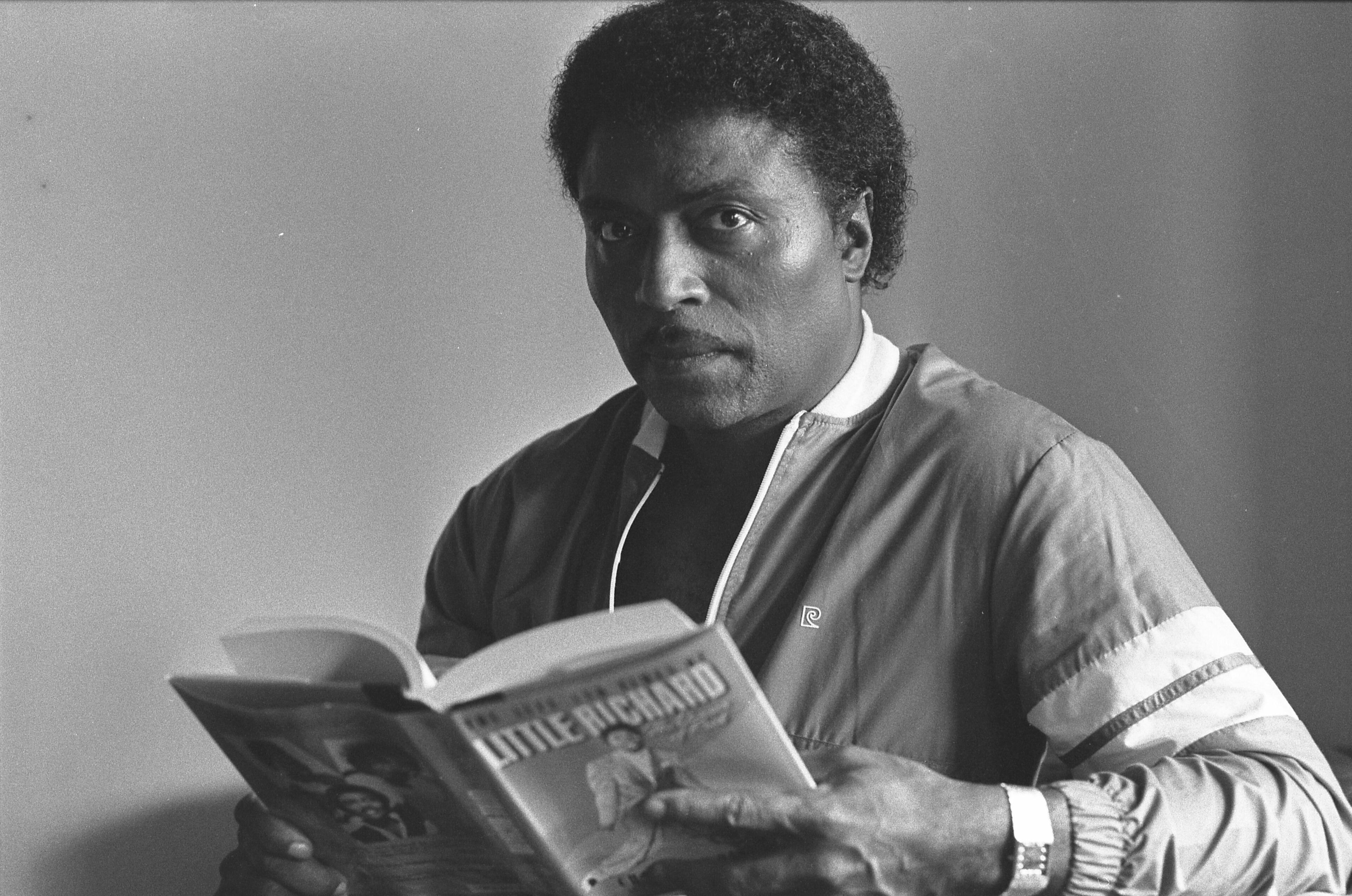
Little Richard mit seiner Biografie (1984)

Die weiterhin regelmäßigen Auftritte in Fernsehshows nutzte Richard für Predigten und Gebete mit dem Publikum, meist musikalisch ausgestaltet durch ein oder zwei seiner Gospel-Songs. Zu Beginn der 1980er Jahre arbeitete er gemeinsam mit Bumps Blackwell und Charles „Dr. Rock“ White an seiner Biografie The Quasar of Rock, in der er sehr offen über seine persönlichen Einstellungen unter anderem zum Rock ’n’ Roll, zur Homosexualität und zum Rassismus spricht. Das Buch erschien am 1. Oktober 1985 und sorgte für Interesse an Leben und Werk des Künstlers, in dessen Folge Little Richard häufig im Fernsehen, unter anderem wieder bei Merv Griffin und Johnny Carson, aber auch bei David Letterman, Pat Robertson und Phil Donahue zu sehen war.

### Veteran des Rock ’n’ Roll (1985–2020): Pop-Rock
Im Sommer 1985 begann Little Richard, seine schauspielerische Karriere auszubauen, die im Vergleich zu seinem musikalischen Werk wenig Aufmerksamkeit erhielt. Mit Lifetime Friend veröffentlichte er ein neues Gospel-Album bei Warner Brothers. Der Sound entspricht dem Pop-Jahrzehnt seiner Entstehung. Die Singleauskopplung Great Gosh A’Mighty konnte sich in den amerikanischen und britischen Charts platzieren. Dies war ein Erfolg seines neuen Managements, das versuchte, sein Anliegen der christlichen Botschaft mit seinen Pop-Ambitionen zu verbinden. Sein nächstes Album Shake It All About mit Rock-’n’-Roll-Versionen von populären Kinderliedern erschien 1992 beim Musiklabel der Walt Disney Company und erreichte Platinstatus. Aus einer Zusammenarbeit mit dem japanischen Rock-Gitarristen Masayoshi Takanaka folgte das Album Little Richard Meets Takanaka.

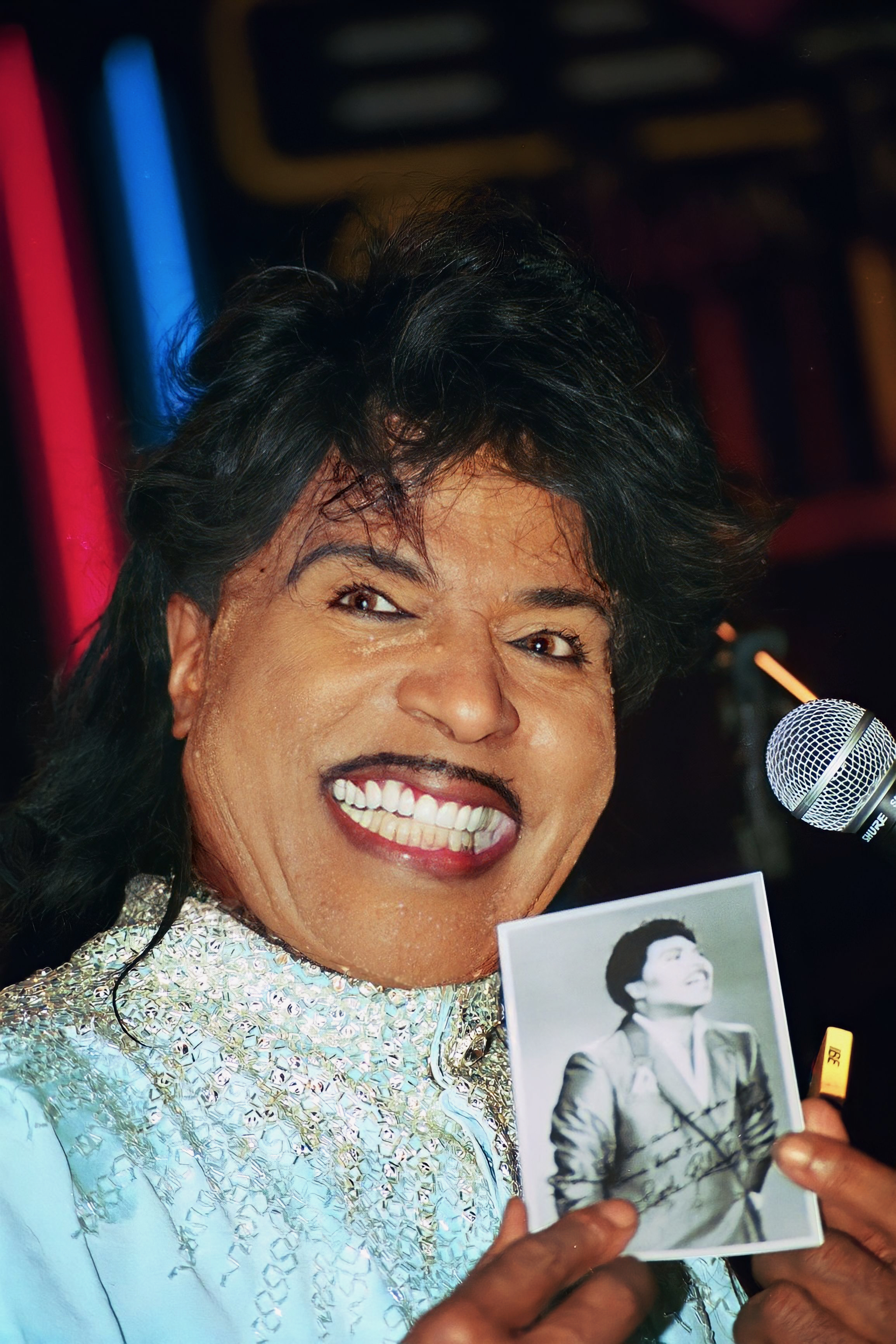
Little Richard 1998

Die beginnende Aufbereitung seines Werkes in den 1990er Jahren in Form von aufwändigen CD-Ausgaben, die jeweils die kompletten Aufnahmesessions bei einem Label zusammenstellen, sowie die häufigen, guten Platzierungen in den Bestenlisten zum Jahrhundertwechsel weckten das Interesse der Öffentlichkeit an Little Richards frühem Werk. Durch die Beteiligung an der TV-Dokumentation Little Richard im Jahr 2000, in welcher der Schauspieler Leon Robinson Szenen seines Lebens nachspielt, gab Little Richard weitere Einblicke in seine lebhafte Geschichte. In den 1990er und 2000er Jahren ging er immer wieder in Amerika und Europa auf Tournee, oft an der Seite der alten Weggefährten Jerry Lee Lewis und Chuck Berry, die sich mit entsprechendem Programm gemeinsam als „Lebende Legenden des Rock ’n’ Rolls“ präsentierten. Zudem war Little Richard zeitweilig als Gastmusiker zu hören; für Kompilationen und Soundtracks spielte er auch neue Titel ein. Ende 2009 unterzog er sich einer Hüftoperation.
Nach mehrmaliger Ankündigung seines Ausscheidens aus dem Musikgeschäft erklärte 2013 der inzwischen Achtzigjährige in einem Interview dem Rolling Stone seinen endgültigen Abschied mit den Worten: „I am done!“ („Ich bin fertig!“). Nach dem Ende seiner Karriere widmete er sich wieder mehr der Religion. Little Richard starb am 9. Mai 2020 im Alter von 87 Jahren an den Folgen einer Knochenkrebserkrankung in seinem Haus in Tennessee. Am 20. Mai wurde Little Richard auf dem Oakwood University Memorial Gardens Cemetery, dem Friedhof seiner ehemaligen theologischen Universität in Huntsville, Alabama, in privatem Kreis beigesetzt.

## Musikalischer Stil

### Liedstruktur und Rhythmik
Die erfolgreichen Rock-’n’-Roll-Stücke Little Richards ähneln sich in Bezug auf Aufbau, Instrumentierung und Inhalt in markanter Weise. Als Grundlage der Kompositionen dient zumeist ein 12-Takt-Blues, der in drei Akkorden die Hauptfunktionen der Harmonielehre variiert. In der Rhythmik dominiert der 4/4-Takt, der im Blues und im Swing verbreitet ist und sich durch einen deutlichen Backbeat von den Stücken der konkurrierenden Popbranche der 1950er Jahre absetzt. Diese rhythmische Betonung auf dem zweiten und vierten Schlag des Taktes ist bereits im Rhythm and Blues etabliert. Diesen „Rockbeat“ betont die gesamte Rhythmusgruppe notwendigerweise, um gegen Little Richards Lautstärke am Mikrofon und an den Tasten bestehen zu können. Earl Palmer koppelte bei den Aufnahmen in New Orleans am Schlagzeug den Backbeat mit einem swingenden Shuffle, das heißt einer Verschiebung der Achtel hin zur nächsten Viertel.
Der Schlagzeuger Charles Connor entwickelt bei den Studioaufnahmen Little Richards mit den Upsetters in Los Angeles den „Choo-Choo-Train“-Stil, bei dem die Achtel durchgehend zwischen den durch den Backbeat akzentuierten Vierteln geschlagen werden, was dem Stampfen eines Zuges ähneln soll. Ein Beispiel hierfür ist das Intro von Keep A Knockin’ vom Januar 1957. Bei einigen langsameren Blues-Balladen wie I’m Just a Lonely Guy, Send Me Some Lovin’ oder Can’t Believe You Wanna Leave kommt ein entspannter 12/8-Takt zum Einsatz, der typisch für viele Pianisten aus New Orleans ist. Im Shuffle spielt auch der Rock-’n’-Roll-Bass für gewöhnlich eine rollende Acht-Ton-Figuration, die dem Boogie-Woogie entnommen ist und aufgrund ihrer konsequenten harmonischen Zuordnung zum Akkordschema die Lieder zusammenhält, gerade dann, wenn zusätzliche Songstrukturen des Gospels oder der Popmusik das Bluesschema variieren.

### Instrumentierung und Arrangement
Während im Rock ’n’ Roll häufig die elektrische Gitarre für den neuartigen, aggressiv lärmenden akkordischen Grundklang sorgt, trat diese bei Little Richard in den Hintergrund, sodass deren Aufgabe durch ein intensives und dominantes Pianospiel übernommen wurde. Die Instrumentierung von Little Richards Hits verwies durch eine prominente Holzbläsersektion einmal mehr auf die zu dieser Zeit ausklingende Swing-Ära. So sind auf den Aufnahmen aus dem J&M-Studio mit Lee Allen und Alvin „Red“ Tyler zumindest zwei Saxophonisten zu hören, die den Gesangsphrasen antwortende, mehrstimmige Riffs einwerfen. Lee Allens Tenorsaxophonsoli wurden aufgrund des treibenden, glissandierenden und röhrenden Stils zu einem wichtigen Markenzeichen von Little Richards Specialty-Aufnahmen. Die Upsetters traten bei Konzerten und Aufnahmen mit bis zu vier Saxophonisten auf. Die im Rhythm and Blues häufig eingesetzte Vokalharmonik fehlte weitgehend, lediglich auf The Girl Can’t Help It wird Little Richard durch eine männliche Gesangsgruppe unterstützt. Das dritte Album The Fabulous Little Richard von 1959 präsentierte zudem Blues-Aufnahmen, die von Specialty Records zur nachträglichen Veröffentlichung während Little Richards theologischer Ausbildung mit einem weiblichen Hintergrundchor mittels Overdub-Technik versehen wurden.

### Pianospiel

Beispiel für das Pianospiel von Little Richard in Tutti-Frutti

Little Richards Klavierspiel war durch den Boogie-Woogie- und Rhythm-and-Blues-Stil aus New Orleans geprägt, den er besonders hart und schnell darbot. Entweder imitierte er dabei mit der linken Hand den Basslauf in der Funktion eines Basso ostinato oder variierte in punktierten Akkorden Formen des Boogie-Woogie. Mit der rechten Hand hämmerte Richard hingegen meist hohe, enorm schnelle Akkorde in durchlaufenden Achteln (Eight-to-the-Bar-Boogie) oder in Triolen. Besonders bei Soli traktierte Little Richard die hohen Oktaven seines Pianos, eine Spielweise, die den Vergleich mit Maschinengewehrsalven provoziert. Sein Produzent Blackwell erinnerte sich an einige Situationen, als Basssaiten unter Little Richards Einhämmern auf die Klaviertastatur rissen.

### Gesang
Das dichte Instrumentalarrangement sorgte – auch aufgrund der bescheidenen Studiotechnik des Toningenieurs Matassa – für eine gleichbleibend hohe Lautstärke der Aufnahmen. Eine musikalische Dynamik fand kaum statt. Bei den typischen Stop-Times handelt es sich um Breaks, bei denen die Instrumente nur den ersten Schlag eines Taktes betonen und ansonsten schweigen, wobei der Sänger im rhythmischen Staccato den Text eher spricht oder ruft als singt – so zu hören beispielsweise in Rip It Up, She’s Got It oder Good Golly Miss Molly. Stimmlich orientierte sich Little Richard zuerst an Roy Brown und anderen Blues-Shoutern des Jump-Blues, die wegen ihres härteren Gesangstils als Belters von den Crooners, den „Schnulzensängern“ der Popmusik, unterschieden werden. Innerhalb des Beltings zeichnete er sich zudem durch einen sehr emotionalen und inspirierten Stil aus, weshalb Arnold Shaw ihn eher zu den Emoters denn zu den reinen Screamers zählt.
Eines seiner Markenzeichen war das hohe falsetthafte „Whoooo!“, das er sich von der Gospel-Sängerin Marion Williams abgehört hatte. Der Musikjournalist Nik Cohn beschreibt Little Richards Gesang wie folgt: „Er kreischte und kreischte. Seine Stimme war freakish, unermüdlich, hysterisch und absolut nicht unterzukriegen. Nie war sein Gesang leiser als das Brüllen eines wütenden Stieres. Jede Phrase garnierte er mit Wimmern, Schnarren oder Sirenentönen. Seine Vitalität und sein Drive waren grenzenlos.“ Über diese Qualitäten als Rock-’n’-Roll-Sänger hinaus bescheinigt ihm Robert Chambers eine weite stilistische Bandbreite: „Vom konventionellen Tenor über Gospel und Delta Blues bis zur eleganten und beherrschten Reminiszenz an Nat King Cole; Little Richard kann alles singen.“ Insbesondere in der Phase seines Comebacks ergänzte Little Richard sein Staccato um lang anhaltende, textlose Melismen als Songintros oder Zwischenrufe.

### Songinhalte
Die Texte der Stücke geben klassische Themen des Rock ’n’ Roll vor: Sex und Spaß. Während Little Richards Eigenkompositionen oft zu derber Schlüpfrigkeit neigten und für die Plattenaufnahmen durch versierte Texter entschärft werden mussten, spielen andere Komponisten seiner Hits gerne mit den Zweideutigkeiten, die der Begriffsvorrat der Rock-’n’-Roll-Sprache zur Verfügung stellt. So formuliert die Songwriterin Dorothy La Bostrie die erste Strophe von Tutti Frutti:
| I got a girl, named Sue She knows just what to do. She rocks to the east, she rocks to the west But she’s the girl that I love best. | Ich habe ein Mädchen namens Sue, die genau weiß, was zu tun ist. Sie rockt mal hier und rockt mal dort, trotzdem ist sie das Mädchen, das ich am meisten liebe. |

Little Richards Rip It Up auf Specialty 579

Dabei umspannt die mögliche Bedeutung des englischen Prädikats to rock ein rhythmisches Bewegen vom Tanz bis zum Geschlechtsakt. Neben dieser Liebeslyrik geht es auch um das Bedürfnis der jugendlichen Hörerschaft nach Spaß und Unterhaltung. So textet der Songwriter John Marascalco 1956 in Rip It Up:
| Well, it’s Saturday night and I just got paid, Fool about my money, don’t try to save. My heart says, go go, Have a time ’Cause it’s Saturday night, and I’m feelin’ fine. | Nun, es ist Samstagabend und ich bekam gerade meinen Lohn, Ich verschleudere mein Geld und versuche nicht, es zu sparen. Mein Herz sagt mir, auf geht’s, Viel Spaß! Denn es ist Samstagabend und ich fühle mich gut. |

## Diskografie
Alben
Little Richard nahm seit 1951 für mindestens 30 verschiedene Plattenlabels auf. Es existieren eine Vielzahl von Kompilationen, Wiederveröffentlichungen und Bootlegs. Die folgende Albenliste führt daher nur die offiziellen Albenausgaben, die während der Vertragslaufzeiten mit den Plattenfirmen entstanden und die das Werk Little Richards weitgehend abdecken. Kompilationen fehlen.

### Studioalben
- 1957: Here’s Little Richard, Specialty LP-100 beziehungsweise 2100
- 1958: Little Richard, Specialty LP-2103
- 1959: The Fabulous Little Richard, Specialty LP-2104
- 1960: Pray Along with Little Richard, Vol. 1, Golddisc LP-4001
- 1960: Pray Along with Little Richard, Vol. 2, Golddisc LP-4002
- 1961: It’s Real, Mercury MG-20656
- 1964: Little Richard Is Back, Vee-Jay LP-1107
- 1964: Little Richard’s Greatest Hits, Vee-Jay LP-1124
- 1967: The Wild and Frantic Little Richard, Modern LP-1003
- 1967: The Explosive Little Richard, Okeh LP-14117
- 1970: The Rill Thing, Reprise LP-6406
- 1971: The King of Rock ’n’ Roll, Reprise LP-6462
- 1972: The Second Coming, Reprise LP-2017
- 1972: Southern Child, (bis 2005 unveröffentlichte Reprise-Aufnahmen), Rhino Records
- 1974: Right Now!, United LP-7791
- 1976: Little Richard Live!, K-Tel LP-462
- 1979: God’s Beautiful City, World LP-1001
- 1986: Lifetime Friend, Warner Bros. 4-22529
- 1992: Shake It All About, Disney 60849
- 1992: Little Richard Meets Takanaka, TOCT 6619

## Little Richard als Schauspieler

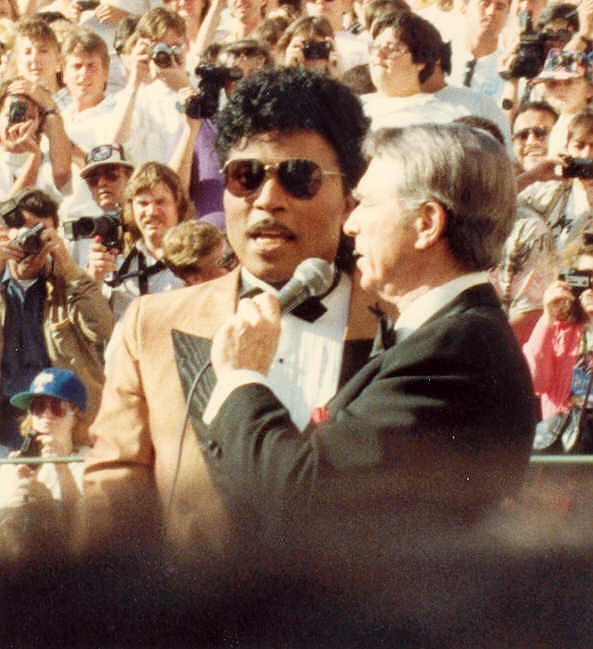
Little Richard als Gast bei der Oscarverleihung 1988

Little Richard stand zeit seiner Karriere verschiedentlich vor der Kamera. So trat er 1956 im Film The Girl Can’t Help It auf, zu dem er auch den Titelsong beisteuerte, und in Don’t Knock the Rock sowie 1957 in Mister Rock and Roll als Musiker in Erscheinung. Sind diese Auftritte der 1950er Jahre noch mit der damaligen Popularität seiner Musik zu begründen, begann er zu seinem zweiten Comeback ab 1985 Rollen zu übernehmen. Er mimte 1986 den Orvis Goodnight in Zoff in Beverly Hills, 1988 den Bürgermeister in Purple People Eater und den Alphonso in Goddess of Love. 1990 war er als Old King Cole in Mother Goose Rock ’n’ Rhyme, 1991 als Brandon in Sunset Heat, 1992 als Airborne Mustard Lover in The Naked Truth und 1993 in der Rolle des Präsidenten in The Pickle zu sehen. In weiteren Filmen und Fernsehserien spielte er sich selbst oder Rockmusiker in Form kleiner Cameo-Auftritte, namentlich 1991 in der Columbo-Folge Tödliche Liebe und 1993 in Last Action Hero. Ebenso häufig trat er in Nebenrollen von Fernsehserien auf, darunter in Miami Vice, Baywatch, Full House (Staffel 7, Episode 23) und Night Man. Zudem stand er als Interviewpartner für filmische Dokumentationen über Rockmusiker zur Verfügung oder spielte sich selbst in Realdokumentationen, darunter 1973 in einem Film über Jimi Hendrix und 1998 in Why Do Fools Fall in Love über Frankie Lymon. 1980 stand er für die dokumentarische Umsetzung seiner bisherigen Karriere in der Little Richard Story vor der Kamera. Im Jahr 2003 synchronisierte er eine Zeichentrickfigur seiner selbst in der Folge Special Edna der Fernsehserie Die Simpsons.

## Erfolge und Auszeichnungen
Little Richards Chartplatzierungen konzentrieren sich auf den US-amerikanischen und britischen Markt. Er errang mit seinen über eine Million Mal verkauften Singles Tutti Frutti, Long Tall Sally / Slippin’ And Slidin’, Rip It Up / Ready Teddy, Lucille / Send Me Some Lovin, Jenny Jenny / Miss Ann, Keep A Knockin’ und Good Golly Miss Molly Goldstatus. Zwischen 1955 und 1958 hatte Little Richard 18 Charthits aufzuweisen. Neben den Charterfolgen und daraus resultierenden Auszeichnungen der Plattenindustrie wurde Little Richard für sein Werk durch namhafte Institutionen und Medien der Musikbranche prämiert. So war er unter den ersten zehn Künstlern, die 1986 in die gerade gegründete Rock and Roll Hall of Fame gewählt wurden, seine Aufnahme in die Songwriters Hall of Fame folgte 2003, jene in die Blues Hall of Fame im Jahr 2015. Bereits 1990 wurde ihm zu Ehren ein Stern am Hollywood Walk of Fame verlegt. Das Musikmagazin Rolling Stone führt in seiner populären Liste der 500 besten Songs aller Zeiten Little Richard mit Tutti Frutti, Long Tall Sally, Good Golly Miss Molly, The Girl Can’t Help It und Keep A Knockin’ fünfmal. Sein Debütalbum auf Specialty Records Here’s Little Richard schaffte es in der Liste der 500 besten Alben aller Zeiten auf den 50. Platz. In der Wahl der 365 Songs of the Century platzierte sich Tutti Frutti auf Rang 130. Darüber hinaus listete der Rolling Stone Little Richard auf Rang acht der 100 größten Musiker sowie auf Rang zwölf der 100 größten Sänger aller Zeiten.

## Wirkung
Der amerikanische Literaturwissenschaftler David Kirby beklagt in seinem Buch von 2010 Little Richard. The Birth of Rock ’n’ Roll, die geringe Präsenz Little Richards im Musikjournalismus entspräche nicht dessen tatsächlicher musikalischer und kultureller Bedeutung. Zwar habe Little Richard ein extrovertiertes Bühnenimage gepflegt, sich aber kaum für ein professionelles Selbstmarketing interessiert, sodass er in der öffentlichen Wertschätzung schwer zu fassen sei. Andere Musiker ließen hingegen keinen Zweifel am großen Einfluss Little Richards auf ihr Schaffen.

### Musikalische Wirkung
Das Musikmagazin Rolling Stone führt Little Richard in seiner „Liste der 100 größten Künstler aller Zeiten“ aus dem Jahr 2004 auf dem achten Platz. Wenigstens sechs der besser platzierten Musiker bestätigen den starken Einfluss, den Little Richard und seine Musik auf ihr Werk und somit auf die Entwicklung der Rockmusik insgesamt hatte. War Little Richard in seiner frühen Werksphase bei RCA und Peacock selbst noch Imitator der im schwarzen Musikmarkt populären Rhythm-and-Blues-Shouter, entwickelte er bereits mit Tutti Frutti zur ersten Aufnahmesession für Specialty Records einen eigenen Stil, der kennzeichnend für das junge Genre Rock ’n’ Roll wurde.
Das erste wichtige Kennzeichen ist die Schlichtheit der Lieder, die sich in ihrer gewollten Einfachheit der musiktheoretischen Analyse aufgrund Unergiebigkeit weitgehend entziehen. So macht Nik Cohn in Little Richards Repertoire „totale Nicht-Songs, […] ohne Melodie, ohne Text“ aus und spitzt seine These so weit zu, dass er das Scat-Intro von Tutti Frutti „AWopBopALooBopALopBamBoom“ als „Nenner der Popmusik“ im Jahr 1956 identifiziert. Prominente Musiker wählten 2007 im Musikmagazin Mojo Tutti Frutti dennoch zur Platte, die die Welt am meisten verändert hat. Kann Little Richards Erfolg aber nicht mit einem originellen und komplexen Songwriting begründet werden, so muss als Kern des künstlerischen Ausdrucks die Darbietung selbst gelten, das heißt der auf Tonträgern und bei Auftritten präsentierte „Sound“ als zweites wichtiges Kennzeichen seiner Musik. Hierbei tritt insbesondere Little Richards originärer Gesangsstil hervor, den viele seiner Nachfolger aus Rock ’n’ Roll und Rockmusik lobten oder sich zu eigen machen suchten: John Lennon und Paul McCartney, der bei der gemeinsamen Tour 1963 Richards „Woooh!“ übernahm, so auch im Lied I’m Down, weiter Ian Gillan, Mitch Ryder, Screaming Lord Sutch, Neil Young, Ry Cooder und viele mehr. Sogar Instrumentalisten eiferten Little Richards Stimme nach, wie zum Beispiel Jimi Hendrix mit seiner Gitarre. Auch Lemmy Kilmister (Motörhead) und Dave Grohl (Nirvana, Foo Fighters) nennen Little Richard als wesentlichen musikalischen Einfluss ihres Schaffens.
Mit dem stetigen Wechsel zwischen Rock ’n’ Roll und Gospel ist als drittes Merkmal der Musik Little Richards die Emotionalität und religiöse Inbrunst des Ausdrucks zu nennen. Zwar war religiöse Musik durch Gospel- und Spiritual-Gruppen weit verbreitet, die Popularisierung und die Verknüpfung mit den säkularen Inhalten und den Stilmitteln der Rockmusik wurde aber Ende der 1950er Jahre durch wenige Musiker wie Ray Charles gerade erstmals vollzogen. Während Arnold Shaw in diesem Zusammenhang in der Retrospektive von „Gospel-Blues“ spricht, attestierte Quincy Jones als Arrangeur der Mercury-Aufnahmen Little Richards diesem einen „Rock ’n’ Soul“ und zeichnet damit eine Entwicklung der schwarzen Popmusik nach, die sich parallel zum Rock ’n’ Roll des Mainstreams als Soul und später Funk etablierte.
Einige der wichtigen Vertreter des Soul wie James Brown, Otis Redding oder Sam Cooke stellen sich in die direkte Nachfolge Little Richards und profitierten von der Zusammenarbeit mit ihm zu Beginn ihrer Karriere. Der ursprüngliche Soul als Verknüpfung von Rock und Gospel lässt sich in Little Richards Biografie bestens nachzeichnen. Allerdings blieb er in seiner eigenen musikalischen Entwicklung während seines Comebacks bezüglich der Innovationskraft und des kommerziellen Erfolgs hinter seinen ehemaligen Nacheiferern zurück. Davon unberührt bleibt seine von religiöser Überzeugung getriebene Eigenwahrnehmung: „Ich nenne es die Musik, die heilt. […] Die Musik, die Blinde sehen macht, die Lahmen, die Tauben und die Stummen gehen, hören und sprechen! Die Musik der Freude, die Musik, die deine Seele hochfliegen lässt. Ja, ja, denn ich bin die lebendige Flamme, und Little Richard ist mein Name …“

### Wirkung auf den amerikanischen Musikmarkt

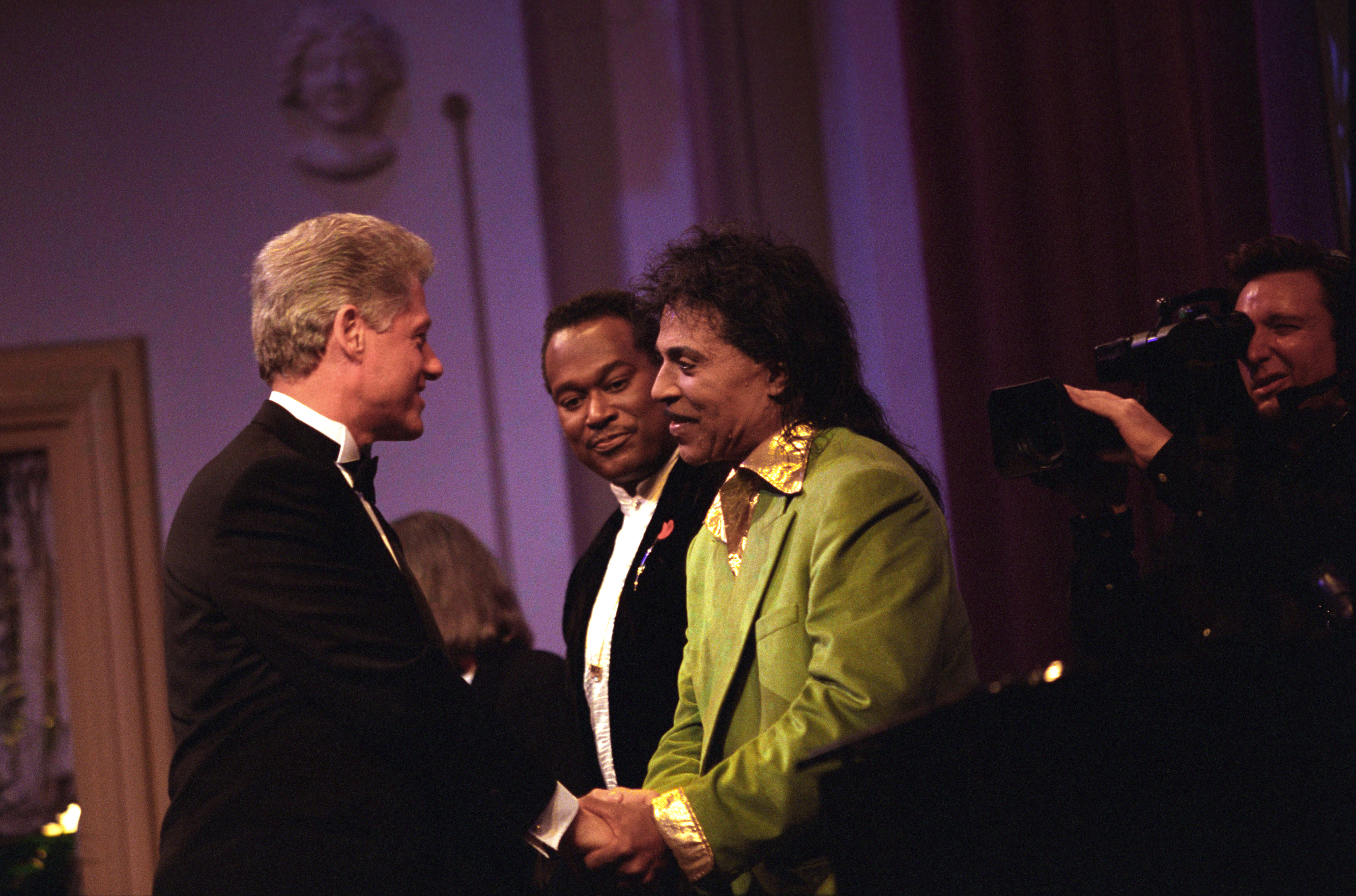
Bill Clinton begrüßt Little Richard in Washington 1994

Mitte der 1950er Jahre war der amerikanische Musikmarkt durch die Popmusik der Tin Pan Alley dominiert, in der Komponisten und Verleger ihre professionell arrangierten Songs mit möglichst vielen etablierten Entertainern für die bürgerliche weiße Käuferschaft produzierten. Daneben existierten Spartenmärkte für Country-Musik und den schwarzen Rhythm and Blues, der vormals auch als Race Music bezeichnet wurde, mit jeweils eigenen Musiklabels, Charts, Plattenläden, Radiostationen und Publikum. Hatte ein Titel in einem Spartengenre Erfolg, wurde häufig eine entschärfte Coverversion im Pop-Sound von einem etablierten Crooner eingespielt, seltener auch umgekehrt. Little Richards Aufnahmen für Specialty Records erregten schnell die Aufmerksamkeit der im Popmarkt agierenden Major-Labels. Vor allem Pat Boone coverte 1955 zeitnah Tutti Frutti und konnte mit den größeren Vermarktungsmöglichkeiten des Popmarktes erheblich mehr Platten verkaufen. Mit dem Nachfolge-Cover Long Tall Sally gelang dies 1957 nicht mehr, was eine Verschiebung innerhalb der segregierten Musikmärkte andeutet. Little Richard war das Crossover in den Popmarkt gelungen.
Zwischenzeitlich hatte sich der Rock ’n’ Roll als Musik der jungen Generation etabliert, die in den jugendkonformen Inhalten und tanzbaren Rhythmen eine geeignete Ausdrucksform ihres Lebensgefühls erkannte. Neue technische Produktions- und Marketingmethoden sowie die Entwicklung der Massenmedien Kino, Fernsehen und tragbare Radioapparate arbeiteten dieser Entwicklung zu. Das schwarze Original erschien auch für den weißen Teenager attraktiver als das langweilige Cover-Arrangement der Pop-Interpreten. Diese Entwicklung wurde durch Radio-DJs wie Alan Freed befördert, der zudem die Bezeichnung des neuen rassenübergreifenden Genres „Rock ’n’ Roll“ mitprägte und populär machte.
Little Richard selbst äußerte sich stets zwiegespalten zum rassengetrennten Musikmarkt. Einerseits begrüßte er die Begeisterung seiner weißen Fans und negierte die Bedeutung der Hautfarbe für die Musik, andererseits beschwerte er sich mit deutlichen Worten sowohl über immer noch latent rassistische Strukturen in der Popbranche als auch über deren schwarze Gegenbewegung im Umfeld der Soul-Musik, als sein Comeback in den 1960er und 1970er Jahren im Hinblick auf ausbleibende Charterfolge misslang. Die Debatte über das Crossover – Gewinn von ökonomischer und musikalischer Freiheit auf der einen und Verlust von Identität und latente Ausbeutung auf der anderen Seite – wird dabei in Little Richards Werk und Biografie besonders deutlich. Bei einer Anhörung vor dem Kongress der Vereinigten Staaten am 20. September 1984, die die Ausbeutung afroamerikanischer Künstler durch die Musikbranche klären sollte, nahm Little Richard für sich in Anspruch, in den 1950er Jahren ebendiese Rassenschranken überwunden zu haben. Vor allem in seiner frühen Rock-’n’-Roll-Werksphase leistete Little Richard einen entscheidenden Beitrag zur Annäherung der verschiedenen Musikmärkte, nicht nur durch seine eigene Aufnahmen, sondern auch durch die Vielzahl von Coverversionen: Vor allem die jungen englischen Beatgruppen der British Invasion füllten ihre Repertoires in den 1960er Jahren mit Little-Richard-Songs. Auch viele Rock- und Hardrockmusiker der späteren Dekaden spielten Little Richards Standards neu ein.

### Einflüsse auf den Show-Aspekt der Rockmusik

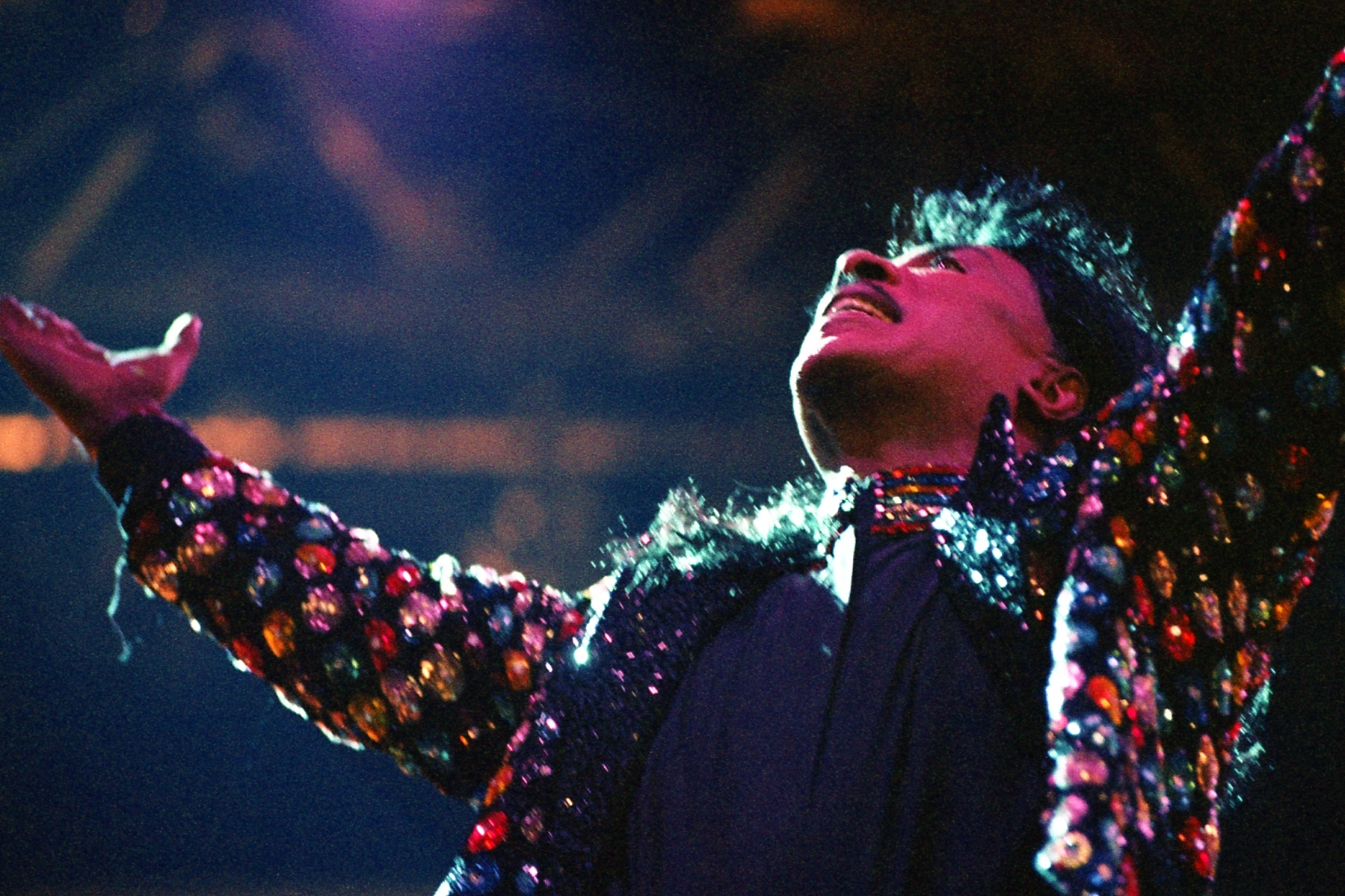
Little Richard auf der Bühne

Im amerikanischen Musikmarkt der 1950er und 1960er Jahre sahen sich afroamerikanische Musiker wie James Brown und Nat King Cole mit sexuell aufgeladenen Performances rassistischen Anfeindungen des weißen Publikums ausgesetzt. Little Richard und sein frühes Management entwickelten daher bewusst das übertrieben verrückte Image eines Freaks und „King of Rock ’n’ Roll“. Auf den anderen populären „King“ Elvis Presley angesprochen, wich Richard gerne auf den Titel der „Queen of Rock ’n’ Roll“ aus und eröffnete sich und seiner Bühnenpräsenz Elemente der Travestie, die er im Zuge eigener homosexueller Erfahrungen bereits seit früher Jugend ausgebaut und kultiviert hatte. So fürchtete das männliche, weiße Publikum durch ihn keine Nebenbuhlerschaft. Zu diesen Verrücktheiten gehörte die Wildheit seiner Auftritte, darunter energiegeladene und artistische Einlagen am und auf dem Klavier, dazu Striptease und intensiver Publikumskontakt, aber auch außergewöhnliche Bühnenoutfits wie Königsroben, Spiegelanzüge und feminine Kostüme.
Waren seine persönlichen und allgemeinen Aussagen und Bewertungen zur Homosexualität auch stets ambivalent, so war seine diesbezügliche Pionierarbeit für spätere Künstler der Rockmusik, insbesondere jene des Glam-Rock, von großer Bedeutung: So stellen sich Sylvester James sowie Elton John und David Bowie selbst in Little Richards Nachfolge. Während Mick Jagger, Marc Bolan oder Freddie Mercury noch auf gesellschaftliche Vorbehalte stießen, als sie sich in den 1970er Jahren eine androgyne Extrovertiertheit nach Little Richards Vorbild aneigneten, fiel ein entsprechendes Auftreten anderen afroamerikanischen Musikern wie Prince und Michael Jackson in den 1980er Jahren bereits leichter. Der Musikjournalist Olaf Karnik sieht einen Grund dafür in der Minstrel-Tradition, die den schwarzen Unterhaltungskünstler zum komödiantischen Schauobjekt verharmloste. Dieses „gender-bending“ (etwa Dehnen des sozialen Geschlechts), das in der Tradition des Dandytums und der Camp-Ästhetik liegt, ist mittlerweile fester Bestandteil der Ausdrucksmöglichkeiten in der musikalischen Show geworden und wurde in den 2000er Jahren von Künstlern wie André 3000 verkörpert.

## Filmdokumentationen
- William Klein: The Little Richard Story, 1980.
- Bill Hinton: South Bank Show, 1985 (irregulär verbreitet als Little Richard Documentary).
- Robert Townsend: Die Little Richard Story, 2000 (Little Richard).
- Lisa Cortés:  Little Richard: I Am Everything, 2023.